# Rocknasjön
Rocknasjön är en sjö i Ljungby kommun i Småland och ingår i Fylleåns huvudavrinningsområde. Sjöns area är 0,02 kvadratkilometer och den befinner sig 170 meter över havet.